# Cesar Tendži
Cesar Tendži (天智天皇 Tendži-teno, 626 – 7. januar 672), znan tudi kot cesar Tenči, je 38. japonski cesar v skladu s tradicionalnim dednim nasledstvom. Vladal je med letoma 661 in 672.

## Tradicionalna zgodba
Bil je sin cesarja Džomeia, a je nasledil svojo mater, ki je vladala kot cesarica Saimei. Pred nastopom na prestol je bil znan kot princ Naka-no-Oe (中大兄皇子 Naka-no-Oe no Odži)

### Dogodki tekom Tendžijevega življenja
Kot kronskem princu mu je uspelo končati skoraj popolni nadzor klana Soga nad cesarsko družino. Leta 644 je z Nakatomi no Kamatarijem in Soga no Karajamada no Išikava no Marom skoval zaroto proti Soga no Iruku in klanu Soga, imenovano incident Iši. Čeprav atentat ni potekal po načrtih, je Soga no Iruka umrl, njegov oče in predhodnik Soga no Emiši pa je kmalu zatem storil samomor. Irukovi zavezniki so se po incidentu razpršili in Naka no Oe je bil imenovan za naslednika. Poročil se je s hčerko Soga no Kurajamada in si zagotovil podporo večjega dela klana Soga.

### Dogodki tekom Tendžijeve vladavine
Naka no Oe je vladal kot cesar Tendži med letoma 661 in 672.
- 661: V tretjem letu svoje vladavine (斉明天皇三年) je cesarica Saimei določila svojega sina za naslednika, zaradi česar bi po mnenju strokovnjakov po njeni smrti nasledstvo (senso) tudi prejel. Kmalu po njeni smrti je zasedel prestol (sokuj) kot cesar Tendži.[4]
- 662: Za Tendžija pravijo, da je dal spisati prvi znani japonski zakonik, kodeks Omi. Sestavljen je iz 22 delov, ki so jih razširili v zadnjem letu njegove vladavine. Kodeks se ni ohranil, a naj bi ga prečistili v kodeks Asuka Kijomihara iz leta 689, ta pa naj bi bil predhodnik kodeksa Taiho ricu-rjo iz leta 701.[5]
- 668: Zapis v Nihon Šokiju je prva omemba uporabe mineralnega olja na Japonskem. V sedmem letu Tendžijeve vladavine (天智七年) so mu darovali gorečo vodo (morda nafta) iz province Ečigo (današnja prefektura Nigata).[6] To darovanje se je prekrivalo s cesarjevim ustoličenjem. V času, ko so njegovi umrli materi še gradili mavzolej, je zanemarjal formalnosti. Tudi po tem obdobju je ohranil titulo kronskega princa, čeprav je bil de facto monarh.

Tendži je bil precej aktiven pri izboljševanju vojaških inštitucij, ki so jih ustanovili z reformami Taika.

### Cesarjeva smrt
Po cesarji smrti leta 672 je izbruhnil spor za prestol med njegovimi 14 otroki (več različnih mater), predvsem pa med njegovim bratom, princem Oamo in sinom, princem Otomom (glej Džinšinska vojna). Nasledil ga je sin, princ Otomo, znan tudi kot cesar Kobun, potem pa Tendžijev brat, princ Oama, znan tudi kot cesar Tenmu. Skoraj 100 let po cesarjevi smrti je zavladal njegov vnuk, cesar Konin.
Kronologija po obdobju Meidži
- V 10. letu obdobja Tendži, v 11. mesecu (671): cesar Tendži je v 10. letu svoje vladavine (天智天皇十年) imenoval sina za prestolonaslednika; sodobni strokovnjaki predvidevajo, da je s tem njegov sin po Tendžijevi smrti dobil nasledstvo (senso), kmalu zatem pa je tudi sedel na prestol (sokuj).[8]  Če to razumevanje drži, potem sledi da:
- v prvem letu obdobja Kobun (672) in prvem letu vladavine cesarja Kobuna (弘文天皇一年) le-ta umre; njegov stric Oama-šino je prejel nasledstvo (senso) po smrti nečaka, kmalu zatem pa tudi zasedel prestol (sokuj).[9]

Kronologija pred obdobjem Meidži
Pred 19. stoletjem je Otomo veljal za vsiljivca, pretendenta ali anomalijo. Če bi ta predpostavka obveljala, bi bilo naše razumevanje obdboja sledečeː
- V 10. letu obdobja Tendži, v 11. mesecu (671) je cesar Tendži v 10. letu svoje vladavine (天智天皇十年) umrl. Kljub kakršnikoli vojaški intervenciji je dobil nasledstvo (senso) njegov brat. Kmalu po tem bi zasedel prestol (sokuj) kot cesar Tenmu.

Mesto cesarjevega groba je znano. Tradicionalno ga častijo v spominskem šintoističnem svetišču (misasagi) v Jamašina-kuju, Kjoto. Cesarska hiša je posvetila to lokacijo kot njegov mavzolej. Uradno se imenuje Jamašina no misasagi.

### Poezija
Zbirka Man'jošu vključuje pesnitve, ki jih pripisujejo cesarjem in cesaricam; z novimi raziskavami zbirke se razvija tudi razumevanje celo zelo enostavnih pripovedi, kot so "Trije hribi". Mislili so, da se dva moška hriba prepirata o ženskem hribu, a strokovnjaki zdaj menijo, da sta Kagu in Mimihaši morda ženska hriba, zaljubljena v isti moški hrib Unebi.  To nerazrešeno uganko v pesniški obliki nas bi spesnil cesar Tendži, ko je bil še vedno kronski princ pod cesarico Saimei:
Gora Kagu se je prepirala z goro Miminaši
za ljubezen gore Unebi.
Takšna je ljubezen še iz časa bogov;
kot je bilo v starih časih,
tako se ljudje še danes prepirajo za žene/može.
– cesar Tendži
Eno od njegovih 31-zlogovnih pesmi je Fudživara no Teika vključil na prvo mesto svoje popularne poetične antologije Hjakunin Iššu.
| 天智 天皇 秋の田の かりほの庵の とまをあらみ わが衣手は 露にぬれつつ | Cesar Tendžiː Groba je streha iz ločka, ki varuje žetveno kolibo jesenskega riževega polja; in moj rokav postaja moker od vlage, ki kaplja čeznjo. |

Po cesarjevi smrti je njegova soproga, cesarica Jamato, napisala pesem o hrepenenju po mrtvem soprogu.

### Kugjo
Najpomembnejši dvorni uradniki (公卿 Kugjo) v času Tendžijeve vladavine so biliː
- Daidžo-daidžin (»kraljevski kancler«): Otomo no Odži 671-672.[14]
- Naišin (内臣, »minister na sredini«): Fudživara no Kamatari (藤原鎌足) (614-669), 645-669.

Princ Otomo (Otomo-šino) je bil cesarjev najljubši sin in prvi uradnik s titulo Daidžo-daidžina.

## Obdobje brez beleženjanengo
Leta vladavine cesarja Tendžija strokovnjaki ne povezujejo z nobeno ero - nengo. Novosti, ki so jih prinesle reforme Taika, med njimi tudi imenovanje obdobjih, so do vladavine cesarja Monmuja izginjale. Šele z letom 701 je razglasil novo obdobje - Taiho.
V tem kontekstu nudi prevod Gukanšoja razlago o letih vladavine cesarice Džito, kar zmede občutek jasnosti v časovnem okviru pred obdobjem Taiho:
"Obdobji, ki padeta v to vladavin, sta: (1) preostalih sedem let Šučoja [(686+7=692?)]; in (2) obdobje Taika, ki je trajalo štiri leta [695-698]. (Prvo leto v tem obdobju je bilo kinoto-hicudži [695].) ... V tretjem letu obdobja Taiko [697] je cesarica Džito prepustila prestol kronskemu princu."

## Družice in otroci
Cesarica: Jamato Hime no Okimi (倭姫王) (?–?), hčerka princa Furuhito-no-Oeia (sin cesarja Džomei).
Hin: Soga no Oči-no-iracume (蘇我遠智娘) (umrla ok. 651), hčerka Soga no Kura-no-Jamada no Išikava-no-mara
- Princesa Ota (大田皇女) (644-667), poročena s cesarjem Tenmujem
- Princesa Uno-no-sarara (鸕野讃良皇女) (cesarica Džito) (645-703)
- Princ Takeru (建皇子) (651-658)

Hin: Soga no Mei-ni-iracume (蘇我姪娘), hčerka Soga no Kura-no-jamada no Išikava-no-mara
- Princesa Minabe (御名部皇女) (rojena ok. 658), poročena s princem Takečijem
- Princesa Abe (princesa Ahe) (阿閇皇女) (cesarica Genmei) (661-721)

Hin: Soga no Hitači-no-iracume (蘇我常陸娘), hčerka Soga no Akaom
- Princesa Jamabe (山辺皇女) (umrla 686), poročena s princem Ocujem

Hin: Abe no Tačibana-no-iracume (阿部橘娘) (umrla 681), hčerka Abe no Kurahaši-mara
- Princesa Asuka (明日香皇女) (umrla 700), poročena s princem Osakabom
- Princesa Niitabe (新田部皇女) (umrla 699), poročena s cesarjem Tenmujem

Dvorna gospa: Ošinumi no Šikibuko-no-iracume (忍海色夫古娘)
- Princ Kavašima (川島皇子) (657-691)

Dvorna gospa: Koši-no-miči no Iracume (越道伊羅都売)
- Princesa Oe (大江皇女) (umrla 699), poročena s cesarjem Tenmujem
- Princ Šiki (施基皇子/志貴皇子) (umrl 716), oče cesarja Konina
- Princesa Izumi (泉皇女) (umrla 699), Saio v svetišču Ise (701-706)

Dvorna gospa: Kurikuma no Kurohime-no-iracume (栗隈黒媛娘)
- Princesa Minuši (水主皇女) (d. 737)

Dvorna gospa (Uneme): Jakako-no-iracume, nižja dvorna gospa iz Iga (伊賀采女宅子娘) (Iga no Uneme)
- Princ Otomo (大友皇子) (cesar Kobun) (648-672)

## V popularni kulturi
Upodobil ga je Ahn Hong-jin v televizijski seriji KBS1 2012–2013 Dream of the Emperor (Sanje o cesarju).